# Rush (film, 1983)
Pour les articles homonymes, voir Rush.
Pour plus de détails, voir Fiche technique et Distribution.
Rush est un film de science-fiction post-apocalyptique italien réalisé par Tonino Ricci et sorti en 1983.

## Synopsis
Dans un futur post-apocalyptique, Rush est un jeune étranger qui est capturé par les soldats de Yor, un dictateur esclavagiste. Parmi les mutants forcés de travailler dans les colonies de Yor, Rush rencontre Carol, une femme qui l'attire immédiatement. Il décide de s'enfuir avec elle, ce qui déclenche un soulèvement général. 

## Fiche technique
- Titre original italien : Rush[1]
- Titre français : Rush ou La Rage de vaincre ou Rage[2]
- Réalisateur : Tonino Ricci
- Scénario : Tonino Ricci, Tito Carpi (it)
- Photographie : Giovanni Bergamini
- Montage : Vincenzo Tomassi (it)
- Musique : Stelvio Cipriani, Francesco De Masi
- Production : Marcello Romeo, Maurizio Mattei
- Société de production : Biro Cinematografica
- Pays de production :  Italie
- Langue originale : italien
- Format : Couleurs - 1,85:1 - Son mono - 35 mm
- Durée : 77 minutes
- Genre : Aventure et science-fiction
- Dates de sortie :
  - Italie : 28 octobre 1983
  - France : 16 novembre 1988

## Distribution
- Bruno Minniti (it) (sous le nom de « Conrad Nichols ») : Rush
- Laura Trotter : Carol
- Gordon Mitchell : Yor
- Rita Furlan
- Bridgit Pelz
- Riccardo Pizzuti (sous le nom de « Richard Pizzuti »)
- Osiris Pevarello : Homère
- Paolo Celli
- Luigi Lodoli (sous le nom de « Luigi Filippo Lodoli »)
- Daniele Stroppa